# Ambasciatori austriaci nel granducato di Baden
L'ambasciatore austriaco nel granducato di Baden era il primo rappresentante diplomatico dell'Austria (dell'Impero austriaco e dell'Impero austro-ungarico) nel Granducato di Baden. 
Le relazioni diplomatiche tra i due paesi ebbero inizio nel 1810. A partire dal 1872 e sino al crollo della monarchia austro-ungarica nel 1918, le relazioni passarono sotto la direzione dell'ambasciatore austriaco a Stoccarda.

## Impero austriaco
- 1810–1813: Anton von Apponyi (1782–1852)
- 1815–1818: Franz Joseph Ferdinand von Trauttmansdorff-Weinsberg (1788–1870)
- 1818–1820: Anton Karl Pálffy von Erdöd (1793–1879)
- 1820–1827: Karl von Löwenherz-Hruby und Geleny (1778–1838)
- 1827–1828: vacante
- 1828–1837: Karl Ferdinand von Buol-Schauenstein (1797–1865)
- 1837–1839: Moritz von Dietrichstein-Proskau-Leslie (1801–1852)
- 1839–1840: vacante
- 1840–1844: Joseph von Ugarte (1804–1862)
- 1844–1846: vacante
- 1846–1847: Georg von Esterházy (1811–1856)
- 1847–1849: Rudolph von Apponyi (1812–1876)
- 1849–1855: Josef Philippovich von Philippsberg (1818–1889)
- 1855–1859: Alexander von Schönburg-Hartenstein (1826–1896)
- 1859–1866: Ferdinand von Trauttmansdorff-Weinsberg (1825–1896)
- 1866–1867: Nikolaus von Pottenburg (1822–1884)

## Impero austro-ungarico
- 1867–1872: Karl von Pfusterschmid-Hardtenstein (1826–1904)

Trasferimento delle competenze all'ambasciata austriaca a Stoccarda